# Liwa Suqour al-Jabal
Le Liwa Suqour al-Jabal (arabe : لواء صقور الجبل, « La Brigade des Faucons de la Montagne ») était un groupe rebelle actif de 2012 à 2016 lors de la guerre civile syrienne. Le groupe a initialement été fondé sous le nom de Liwa Suqour al-Jabal al-Zawiya, du nom du Mont Zawiya (en). Fondé en septembre 2012, il fusionne avec d'autres groupes le 19 septembre 2016 pour former l'Armée libre d'Idleb.

## Affiliations
Le Liwa Suqour al-Jabal est affiliée à l'Armée syrienne libre. Le groupe est initialement intégré à la Brigade Ahfad al-Rassoul, qui est dissoute en 2014. Suqour al-Jabal rallie ensuite le Front révolutionnaire syrien, mais il finit par s'en retirer en raison de divisions internes.
Il intègre la Chambre d'opérations de Marea en septembre 2014.
Il fait partie des mouvements qui intègrent la chambre d'opérations Fatah Halab, fondée le 26 avril 2015 et active dans le gouvernorat d'Alep,. Il rallie également Jaych al-Nasr, une coalition de groupes de l'ASL fondée en août 2015 et active dans le gouvernorat de Hama.
En avril 2016, il fait partie des groupes qui intègrent la Chambre d'opérations Hawar Kilis mais il s'en retire le 17 septembre 2016. 
Le 19 septembre 2016, Liwa Suqour al-Jabal, la 13e division et la Division du Nord s'unissent pour former l'Armée libre d'Idleb.

## Idéologie
Selon Jennifer Cafarella et Genevieve Casagrande, analystes pour the Institute for the Study of War, le Liwa Suqour al-Jabal est modéré et séculariste.

## Commandement
Le groupe est dirigé par Hassan Haj Ali, un ancien capitaine de l'armée syrienne qui a rallié l'opposition syrienne lors du soulèvement contre Bachar el-Assad.

## Effectifs
Fin 2015, Suqour al-Jabal revendique 2 000 hommes.

## Zones d'opérations
Le groupe est actif dans les gouvernorats d'Idleb, Hama et Alep. Initialement, le groupe était surtout implanté dans le gouvernorat d'Idleb, mais en 2015 il principalement actif dans le gouvernorat d'Alep.

## Soutiens
Le groupe est soutenu et financé par le Qatar et les États-Unis.

## Armement
Soutenu par les États-Unis, le groupe bénéficie de missiles antichar BGM-71 TOW,.